# Liste de prénoms italiens
Cette page dresse une liste des prénoms d'origine italienne.

## Prénoms féminins

### A
- Abbondanza (it)
- Ada
- Adalisa
- Adalgisa (it)
- Adamaria
- Addolorata
- Adriana
- Afra
- Agata
- Agnese (it)
- Agostina (it)
- Agrippa
- Agrippina
- Alba
- Alberta
- Albina (it)
- Aldegarda
- Aldegonda
- Alessa
- Alessandra
- Alessia
- Alfreda (it)
- Alida
- Allegra (it)
- Alma
- Altea (it)
- Amanda
- Ambra (it)
- Ambrogia (it)
- Amedea (it)
- Amelia
- Anatolia (it)
- Ancilla
- Angela
- Angelica
- Angelina
- Annabella
- Annunziata (it)
- Antonella
- Antonia
- Antonietta
- Antonina
- Apollonia
- Argentina (it)
- Aria
- Arianna
- Armanda
- Asia
- Assunta (it)
- Augusta
- Augustina
- Aura
- Aurea (it)
- Aurelia
- Aurora
- Ausilia (it)
- Azzurra

### B
- Balbina (it)
- Barbara
- Bartolomea (it)
- Beata
- Benedetta
- Beniamina (it)
- Bernarda (it)
- Betta, Bettina (it)
- Bianca
- Bibiana
- Blandina
- Bonaria
- Bortola
- Brigitta
- Bruna
- Brunella

### C
- Camilla
- Candida
- Carina
- Carmela
- Carmelina
- Catelina, Caterina, Catterina
- Cecilia
- Celia
- Cenerina
- Cesira
- Cesarina
- Chiara
- Cinzia
- Claudia
- Clelia
- Clementina
- Clorinda (it)
- Concetta
- Cornelia
- Cosima
- Costanza
- Cristiana
- Cristina

### D
- Dalila
- Damiana
- Danila
- Delfina
- Desdemona
- Desiderata
- Desideria
- Devota
- Diana
- Diletta
- Dina
- Dita
- Diva
- Domenica
- Dominica
- Domitilla
- Domizia
- Donata
- Donatella
- Dora
- Dorotea
- Drusilla
- Delina
- Diomira

### E
- Eglantina
- Elda
- Eleana
- Elena
- Eleonora
- Eleanora
- Eletta
- Elettra
- Elisabetta
- Elodia
- Eloisa
- Elvezia
- Emanuela
- Emerenziana
- Emilia
- Emiliana
- Enrica
- Enrichetta
- Enza
- Enziona
- Ermelinda
- Ermellina
- Ermenegilda, Ermengarda
- Ermina
- Erminia
- Ernesta
- Ersilia
- Esperia
- Esterina
- Eudemia
- Eufrosina
- Eugenia
- Eusebia
- Evangelina
- Evelina

### F
- Fabia
- Fabiola
- Faustina
- Federica
- Felicita
- Fernanda
- Ferruccia
- Fiamma
- Fiammetta
- Filomena
- Fioralba
- Fiorella
- Fioretta
- Fiorenza
- Fiorinda
- Firmina
- Flaminia
- Flavia
- Flaviana
- Florenza
- Floriana
- Floria
- Fulvia
- Fosca
- Foscarina
- Fortuna
- Franca
- Francesca
- Frediana

### G
- Gabriella
- Gaetana
- Galatea
- Gavina
- Gelsomina
- Gemma
- Genoveffa
- Germana
- Giacinta
- Giacoma
- Giacomina
- Giada
- Gianna
- Gigliola
- Gilda
- Gina
- Ginevra
- Gioconda
- Gioia
- Giordana
- Giovanna
- Gisella
- Giuditta
- Giulia
- Giuliana
- Giulietta
- Giulitta
- Giunone
- Giuseppa
- Giuseppina
- Giustina
- Gloria (de)
- Grazia
- Graziella
- Graziosa
- Guendalina
- Guglielma

### I
- Iacoma
- Ianina
- Idelma
- Ifigenia
- Ilaria
- Ilda
- Ildegonda
- Imelda
- Immacolata
- Incoronata
- Iolanda
- Iride
- Isabella
- Iside
- Isotta
- Italia
- Ivana

### L
- Laura
- Lavinia
- Lea
- Lena
- Leonarda
- Letizia
- Licia
- Lilia
- Liliana
- Lina
- Livia
- Loredana
- Lorena
- Lorenza
- Lorianna
- Lucia
- Luciana
- Lucilla
- Lucrezia
- Luigia
- Luisa
- Luna

### M
- Maddalena
- Marcella
- Marcellina
- Marfisa
- Margherita
- Maria
- Mariana
- Marianna
- Marilena
- Marina
- Marinella
- Marisa
- Martina
- Marzia
- Massima
- Massimiliana
- Matilda
- Maura
- Medea
- Melania
- Melissa
- Michela
- Michelangela
- Michelina
- Milla
- Mimma
- Mina
- Minerva
- Mirella
- Monica
- Morgana
- Musetta
- Mustiola

### N
- Natalia
- Natalina
- Nella
- Nerina
- Nicoletta
- Nilla
- Nilva
- Nina
- Ninfa
- Ninfadora
- Nives
- Nora
- Norma
- Novella
- Nuccia
- Nunzia

### O
- Odetta
- Odilia
- Ofelia
- Olimpia
- Oliva
- Ombretta
- Ondina
- Oria
- Oriana
- Orietta
- Ornella
- Orsina
- Orsola
- Ortensia
- Ottavia

### P
- Palmira
- Paola
- Paolina
- Pasqua
- Pasqualina
- Patrizia
- Perla
- Perpetua
- Petronilla
- Pia
- Piera
- Pierina
- Pietra
- Pietrina
- Pisana
- Polinnia
- Polissena
- Porzia
- Preziosa
- Primarosa
- Prisca
- Priscilla
- Provvidenza

### R
- Raffaella
- Regina
- Riccarda
- Rina (it)
- Rita
- Roberta
- Rocchina
- Roma
- Romana
- Rosa
- Rosalba
- Rosalia
- Rosalina
- Rosaria
- Rosetta
- Rosina
- Rossa
- Rossana
- Rossella
- Rubina

### S
- Samona
- Sorenza
- Sabina
- Sabrina
- Salvina
- Sandra
- Santa
- Santina
- Santippa
- Saveria
- Savina
- Scolastica
- Seconda
- Selvaggia
- Serena
- Sesta
- Settima
- Severina
- Sibilla
- Silvana
- Silvia
- Simona
- Simonetta
- Sinforosa
- Siria
- Smeralda
- Soccorsa
- Sofonisba
- Sofronia
- Sole
- Solena
- Solidea
- Speranza
- Stefania
- Stella
- Stellina
- Sterpeta
- Sveva

### T
- Tarcisia
- Tarsilia
- Teodolinda
- Teodosia
- Teresa
- Tiberia
- Tina
- Tiziana
- Tommasina
- Tonia
- Tosca
- Tranquilla
- Trofimena
- Tullia

### U
- Ubalda
- Umberta
- Ursula

### V
- Valda
- Valentina
- Valeria
- Valeriana
- Vanna
- Velia
- Venera
- Veneranda
- Vera
- Verbena
- Verdiana
- Veronica
- Vienna
- Vincenza
- Vincenzina
- Viola
- Violante
- Violetta
- Virginia
- Vita
- Vittoria
- Viviana

### Z
- Zaira
- Zeferina
- Zelmira
- Zita
- Zoea

## Prénoms masculins
- Haut – A
- B
- C
- D
- E
- F
- G
- H
- I
- J
- K
- L
- M
- N
- O
- P
- Q
- R
- S
- T
- U
- V
- W
- X
- Y
- Z

### A
- Abbondanzio
- Abbondio
- Abelardo
- Abramo
- Accursio
- Adalberto
- Adamo
- Adelchi
- Adelfo
- Adelmiro
- Adelmo
- Ademaro
- Adeodato
- Adiuto
- Adolfo
- Adone
- Adorato
- Adorno
- Adriano
- Aduo
- Afro
- Agamennone
- Agapito
- Agazio
- Aggeo
- Agide
- Agilulfo
- Agnello
- Agostino
- Agricola
- Aimone
- Aladino
- Alarico
- Albano
- Alberico
- Alberto
- Albino
- Alceo
- Alcide
- Alderico
- Aldo
- Aldobrando
- Alduino
- Aleardo
- Alemanno
- Alessandro
- Alessio
- Alfeo
- Alfiero
- Alfio
- Alfonso
- Alfredo
- Alighiero
- Aligi
- Almerino
- Almirante
- Aloisio
- Altero
- Alvise
- Amanzio
- Amato
- Ambrogio
- Amadeo
- Amedeo
- Amerigo
- Amilcare
- Amleto
- Anania
- Andrea
- Angelo
- Aniceto
- Aniello
- Ansaldo
- Anselmo
- Ansovino
- Anteo
- Antonino
- Antonio
- Appio
- Aquilino, Araldo
- Arcangelo
- Arcibaldo
- Ardengo
- Ardito
- Ardo
- Arduino
- Argante
- Argentino
- Ariano
- Ario
- Aristeo
- Aristodemo
- Armando
- Armenio
- Arminio (en)
- Arnaldo
- Arnoldo
- Arnolfo
- Aroldo
- Aronna
- Arrigo
- Arturo
- Astolfo
- Attilio
- Augusto
- Aureliano
- Aurelio
- Auro
- Ausilio
- Ausonio
- Avellino
- Aventino
- Azeglio
- Azzio
- Azzo

### B
- Battista
- Baccio
- Bachisio
- Baldassarre
- Baldo - liens
- Baldovino
- Bartolomeo
- Basilio
- Beato
- Benedetto
- Beniamino
- Benigno
- Benito
- Benvenuto
- Berardo
- Berengario
- Bernardo
- Bertrando
- Biagio
- Bonaventura
- Bonfiglio
- Bonifacio
- Brenno
- Brunone
- Bruto
- Bezzi

### C
- Cafiero
- Caio
- Calogero
- Camillo
- Candido
- Canio
- Canzio
- Carlo
- Carmelo
- Carmine
- Carmino
- Casimiro
- Cassiano
- Cassio
- Cataldo
- Catello
- Catone
- Catullo
- Celerino
- Celestino
- Celio
- Celso
- Cesare
- Cesio (it)
- Cherubino
- Chiaffredo (it)
- Cicerone
- Cipriano
- Ciriaco
- Cirillo
- Cirò
- Claudio
- Clelio
- Clemente
- Clementino
- Clemenzio
- Clodomiro
- Clodoveo
- Colombano
- Concezio
- Cono
- Consalvo
- Consiglio
- Contardo
- Coriolano
- Cornelio
- Corrado
- Cosimo
- Cosma
- Costante
- Costantino
- Crescenzo
- Crisante
- Crispino
- Cristiano
- Crocifisso
- Curzio

### D
- Dario
- Dagoberto
- Dalmazio
- Damiano
- Danilo
- Dante
- Decimo
- Decio
- Delfino
- Desiderato
- Desiderio
- Detalmo
- Dino
- Dionigi
- Domenico
- Domizio
- Donatello
- Donato
- Doroteo
- Druso
- Duccio
- Duilio

### E
- Eberardo
- Edgardo
- Edilio
- Edmondo
- Edoardo
- Efisio
- Egeo
- Egidio
- Elia
- Eligio
- Eliseo
- Elvio
- Emanuele
- Emidio
- Emiliano
- Emilio
- Enea
- Ennio
- Enrico
- Enzo
- Eraldo
- Ercole
- Erberto
- Eridano
- Erico
- Ermanno
- Ermenegildo
- Ermete
- Erminio
- Ernesto
- Ersilio
- Espedito
- Ettore
- Eufemio
- Eugenio
- Eustachio
- Eustasio
- Evangelista
- Evangelisto
- Evaristo
- Evasio
- Ezio
- Ezzelino

### F
- Fabiano
- Fabio
- Fabrizio
- Faliero
- Fantino
- Fausto
- Fedele
- Federico
- Felice
- Ferdinando
- Fermo
- Fernando
- Ferrante
- Ferruccio
- Fidelio
- Fidenzio
- Filadelfo
- Filiberto
- Filippo (en)
- Fiorello
- Fiorenzo
- Firmino
- Flaminio
- Flavio
- Floriano
- Folco
- Fortunato
- Fosco
- Francesco
- Franco
- Frediano
- Fulgenzio
- Fulvio
- Furio

### G
- Gabino
- Gaetano
- Galdino
- Galeazzo
- Galliano
- Gallo
- Gandolfo
- Garibaldo
- Gaspare
- Gastone
- Gaudenzio
- Gavino
- Gedeone
- Gelindo
- Gelsomino
- Geminiano
- Generoso
- Gennaro
- Gentile
- Gerardo
- Gerolamo, Gerlando
- Germano
- Gervasio
- Getulio
- Giacinto
- Giacobbe
- Giacomo
- Gian
- Gianluca
- Gianluigi
- Gianni
- Gigi
- Gilberto
- Gildo
- Gino
- Gioacchino
- Giobbe
- Giocondo
- Gioele
- Giordano
- Giorgio
- Giosuè
- Giovanni
- Giovenale
- Girolamo
- Giuliano
- Giulio
- Giuseppe
- Giuseppino
- Giustino
- Giusto
- Glicerio
- Goffredo
- Gottardo
- Graziano (it)
- Gregorio
- Gualberto
- Gualfredo
- Gualtiero
- Guarino
- Guelfo
- Guerrino
- Guglielmo
- Guido
- Guidobaldo
- Guiseppe
- Gustavo

### I
- Iacomo, Iacopo
- Icilio
- Ignazio
- Ilario
- Ildefonso
- Ilio
- Innocente
- Innocenzo
- Ippazio
- Ireneo
- Irnerio
- Isacco
- Italo
- Ivano

### L
- Ladislao
- Lallo
- Lamberto
- Lando
- Landolfo
- Lanfranco
- Lazzaro
- Lelio
- Lello (it)
- Leo
- Leonardo
- Leone
- Leonzio
- Leopoldo
- Lepido
- Liberato
- Libero
- Liborio
- Licinio
- Lillo
- Livio
- Lodovico
- Lombardo
- Lorenzo
- Loreto
- Lotario
- Luca
- Lucca
- Luciano
- Lucilio
- Lúcio
- Ludovico
- Luigi
- Lupo

### M
- Macedonio
- Maggiorino
- Mamante
- Manfredo
- Manfredi
- Manlio
- Manrico
- Mansueto
- Marcello
- Marco
- Mariano
- Marino
- Mario
- Marsilio
- Martino
- Marziale
- Marzio
- Massimiliano
- Massimo
- Matteo (it)
- Mati
- Mauro
- Maurizio
- Medardo
- Medoro
- Mercurio
- Metello
- Metodio
- Michelangelo
- Michele
- Milo
- Mimmo
- Mino
- Miro
- Miroslavo
- Modesto
- Monio
- Morfeo
- Muzio

### N
- Naldo
- Nando (en)
- Nanni
- Napoleone
- Narciso
- Natale
- Natalino
- Nazario
- Nazzareno
- Nearco
- Nedo
- Nello
- Nemesio
- Nemorino
- Nereo
- Nerino
- Nerio
- Nevio
- Nicolò
- Nino
- Norberto
- Normanno
- Novello
- Novenio
- Novilio
- Nuccio
- Nunzio

### O
- Olimpio
- Olindo
- Oliviero
- Omero
- Onesto
- Onofrio
- Onorato
- Onorio
- Orazio
- Orfeo
- Orlando
- Oronzo
- Orso
- Ostilio
- Osvaldo
- Otello
- Ottaviano
- Ottavio
- Otto
- Ottone
- Ottorino
- Ovidio

### P
- Pacifico
- Palmiro
- Pancrazio
- Pandolfo
- Panfilo
- Pantaleo
- Paolo
- Paride
- Pasquale
- Patrizio
- Pellegrino
- Petronio
- Pierino
- Piero
- Pietro
- Pino
- Pio
- Pippo
- Piramo
- Placido
- Platone
- Plinio
- Polidoro
- Pompeo
- Potito
- Primo
- Prisco
- Prospero
- Publio

### Q
- Quarto
- Quinto
- Quirico
- Quirino

### R
- Raffaello
- Raimondo
- Raniero
- Redento
- Reginaldo
- Regolo
- Remigio
- Remo
- Renzo
- Riccardo
- Rinaldo
- Rino
- Riziero
- Roberto
- Rocco
- Rodolfo
- Rodrigo
- Rolando
- Romano
- Romeo
- Romolo
- Romualdo
- Rossano
- Ruggero

### S
- Sabatino
- Sabino
- Salvatore
- Salvo
- Sofiano
- Sandro
- Sansone
- Santino
- Santo
- Saturno
- Sauro
- Saverio
- Savino
- Scipione
- Sebastiano
- Secondo
- Serafino
- Sergio
- Sesto
- Settimio
- Settimo
- Severino
- Severo
- Sigfrido
- Sigismondo
- Silvano
- Silverio
- Silvestro
- Silvio
- Simplicio
- Siro
- Sisto
- Sossio
- Stanislao
- Stelio

### T
- Tacito
- Taddeo
- Tamietto
- Tancredi
- Tano
- Tarcisio
- Tarquinio
- Tarsilio
- Tazio
- Telemaco
- Telesforo
- Telmo
- Teobaldo
- Teodorico
- Terenzio
- Teresio
- Terzo
- Tiberio
- Tino
- Tindaro
- Tito
- Tiziano
- Tizio
- Tolomeo
- Tommaso
- Tonio
- Torello
- Torquato
- Tosco
- Tranquillo
- Tristano
- Tullio

### U
- Ubaldo
- Uberto
- Ugo
- Ulderico
- Ulrico
- Ultimo
- Umberto
- Urbano

### V
- Valdemaro
- Valdo
- Valente
- Valentino
- Valenzo
- Valerio
- Valessio
- Varo
- Vasco
- Venanzio
- Venceslao
- Venturino
- Vigilio
- Vincenzo
- Vinicio
- Virgilio
- Virginio
- Viscardo
- Vitale
- Vitaliano
- Vito (it)
- Vittorio
- Vivaldo
- Vladimiro
- Volturno

### Z
- Zefirino
- Zeno
- Zenone

## Prénoms mixtes
- Celeste